# Kușlîn, Kremeneț
Kușlîn (în ucraineană Кушлин) este un sat în comuna Horînka din raionul Kremeneț, regiunea Ternopil, Ucraina.

## Demografie
Componența lingvistică a localității Kușlîn
     Ucraineană (99,64%)
     Alte limbi (0,36%)
Conform recensământului din 2001, majoritatea populației localității Kușlîn era vorbitoare de ucraineană (99,64%), existând în minoritate și vorbitori de alte limbi.